# Cincinnatusorden

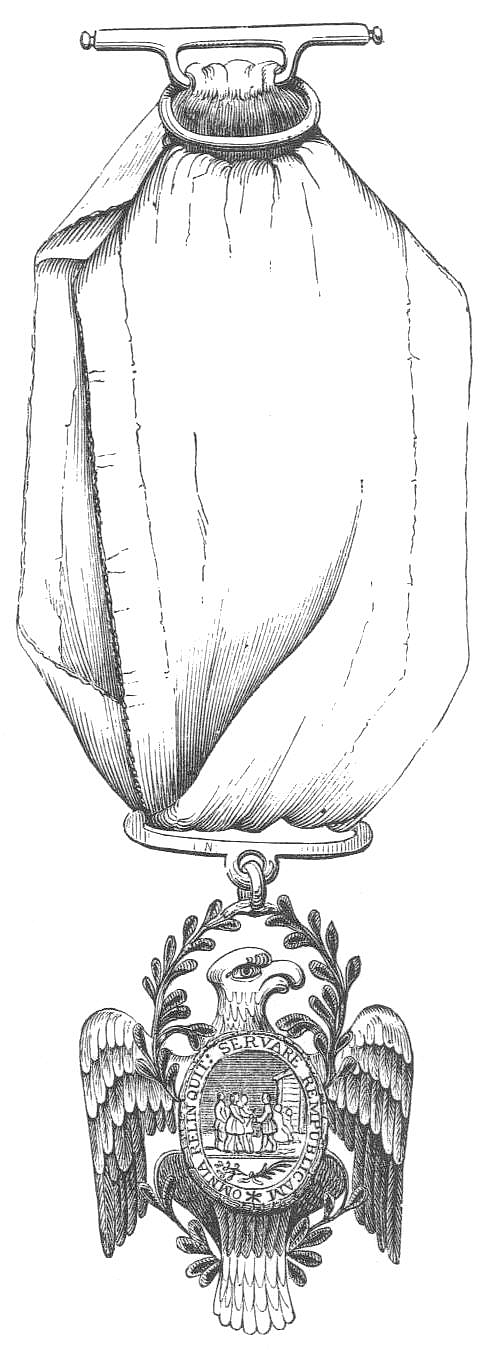
Cincinnatusordens insignier.

Cincinnatusorden (engelska: Society of the Cincinnati) är en nordamerikansk orden som grundades av en sammanslutning av officerare från Kontinentalarmén efter nordamerikanska befrielsekriget 1783.
Dessa kallade sig cincinnater eftersom de i likhet med den antika romerska förebilden Cincinnatus återvände till sina lantliga göromål efter kriget. Ordenstecknet skulle vara ärftligt. Ordenssällskapet ansågs dock strida mot idén med den nyskapade republiken, och man upphörde snart med att välja in nya medlemmar. George Washington var ordens förste president. Orden hade också en fransk gren och till dess medlemmar hörde bland andra Axel von Fersen den yngre och Curt von Stedingk.